# فهرست مواد اولیه

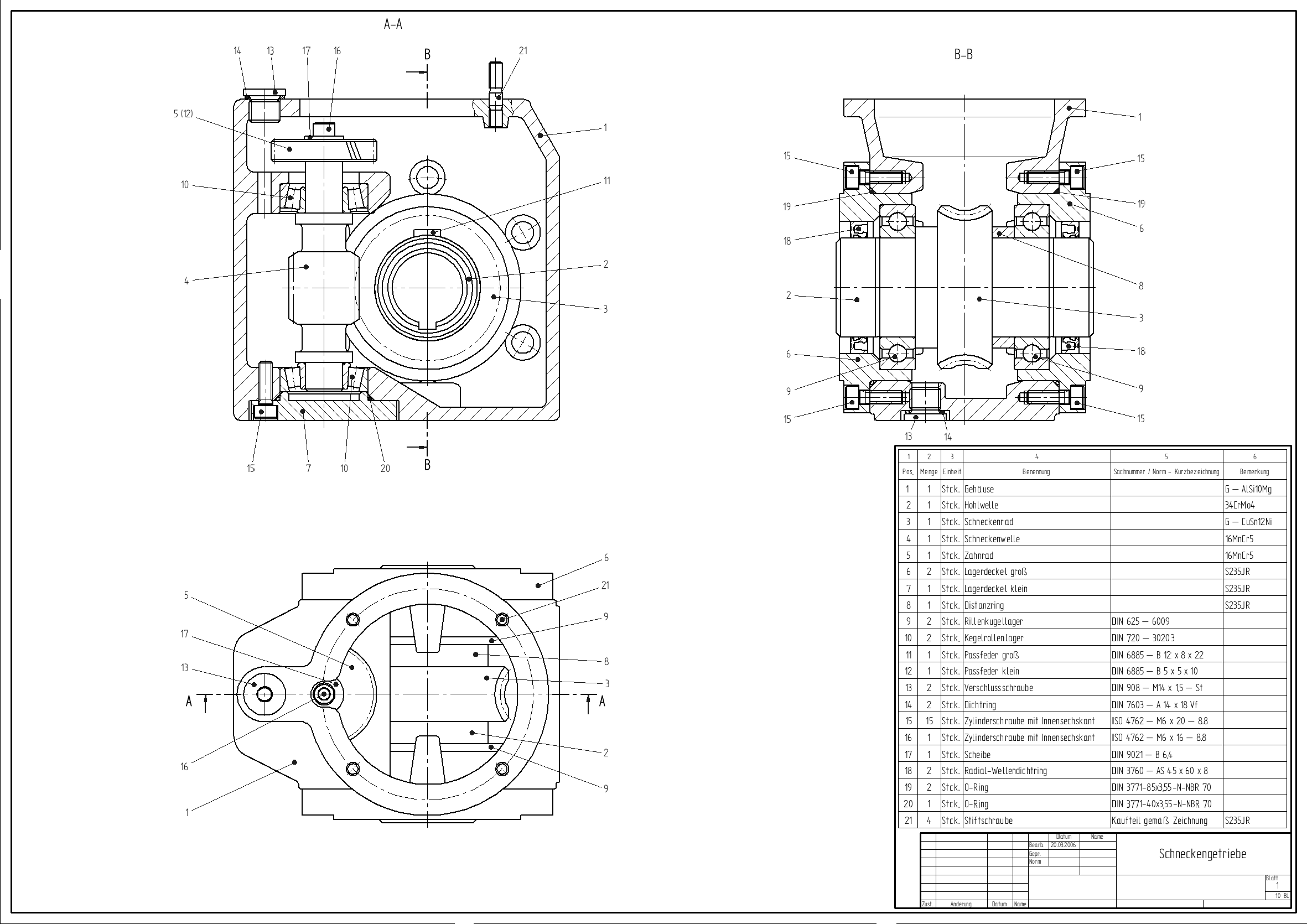
نمونه‌ای از فهرست مواد اولیه برای مونتاژ مکانیکی (به زبان آلمانی)

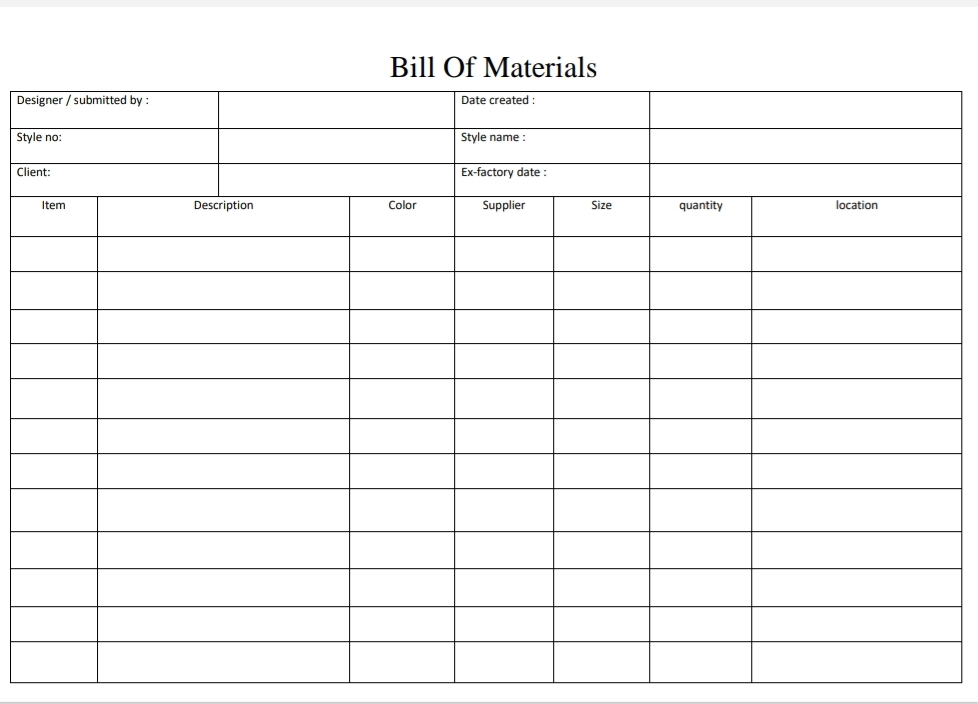
یک فهرست مواد خالی

فهرست مواد (Bill of Materials یا BOM)، که گاهی به آن ساختار محصول یا فهرست مرتبط نیز گفته می‌شود، فهرستی است که شامل مواد خام، زیرمجموعه‌ها، مجموعه‌های میانی، زیرقطعات، قطعات و تعداد مورد نیاز هر یک برای تولید یک محصول نهایی است. این فهرست می‌تواند برای ارتباط بین شرکای تولیدی استفاده شود یا به یک کارخانه تولیدی خاص محدود باشد. فهرست مواد اغلب با یک سفارش تولید مرتبط است که صدور آن ممکن است منجر به رزرو قطعات موجود در انبار و درخواست قطعات غیرموجود شود.

## تاریخچه و کاربرد
نخستین پایگاه‌های داده سلسله‌مراتبی در اوایل دهه ۱۹۶۰ برای خودکارسازی فهرست‌های مواد در سازمان‌های تولیدی توسعه یافتند. امروزه، این فهرست به‌عنوان یک پایگاه داده برای شناسایی قطعات متعدد و کدهای آن‌ها، به‌ویژه در شرکت‌های تولید خودرو، استفاده می‌شود.
فهرست مواد همچنین می‌تواند به‌صورت بصری با استفاده از یک درخت ساختار محصول نمایش داده شود، اگرچه این روش به‌ندرت در محیط‌های کاری استفاده می‌شود. یکی از نمونه‌های این نمایش، «ساختار محصول زمان‌بندی‌شده» (Time-Phased Product Structure) است که نشان‌دهنده زمان مورد نیاز برای ساخت یا تهیه قطعات لازم برای مونتاژ محصول نهایی است. در این نمودار، برای هر محصول، ترتیب و مدت‌زمان هر عملیات به‌صورت واضح نمایش داده می‌شود. این نوع نمایش به برنامه‌ریزی دقیق‌تر فرآیند تولید کمک می‌کند و امکان مدیریت بهینه زمان و منابع را فراهم می‌سازد.
فهرست مواد نقش کلیدی در هماهنگی و مدیریت فرآیندهای تولید ایفا می‌کند. این فهرست نه‌تنها برای شناسایی و ردیابی قطعات مورد نیاز استفاده می‌شود، بلکه به‌عنوان ابزاری برای برنامه‌ریزی تولید، مدیریت موجودی، و ارتباط بین بخش‌های مختلف زنجیره تأمین عمل می‌کند. با استفاده از فهرست مواد، شرکت‌ها می‌توانند از تأمین به‌موقع قطعات اطمینان حاصل کنند، ضایعات را کاهش دهند و کارایی تولید را بهبود بخشند.

## فهرست مواد (BOM) و کاربردهای آن
در صنایع فرآیندی، فهرست مواد اغلب به‌عنوان فرمول، دستورالعمل یا فهرست مواد اولیه شناخته می‌شود. در میان مهندسان، عبارت «فهرست مواد» به‌صورت صفتی به کار می‌رود تا نه‌تنها به فهرست واقعی، بلکه به پیکربندی کنونی تولید یک محصول اشاره کند و آن را از نسخه‌های اصلاح‌شده یا بهبودیافته‌ای که در حال بررسی یا آزمایش هستند، متمایز سازد.
در صنعت الکترونیک، فهرست مواد نشان‌دهنده فهرستی از قطعات مورد استفاده در برد مدار چاپی (PCB) است. پس از تکمیل طراحی مدار، فهرست مواد به مهندس طراحی برد مدار و همچنین مهندس تأمین قطعات منتقل می‌شود تا قطعات مورد نیاز برای طراحی تهیه شوند. این فهرست نقش حیاتی در هماهنگی بین طراحی، تولید و تأمین قطعات ایفا می‌کند و اطمینان می‌دهد که تمام اجزای لازم برای ساخت محصول نهایی به‌درستی شناسایی و تأمین شوند.

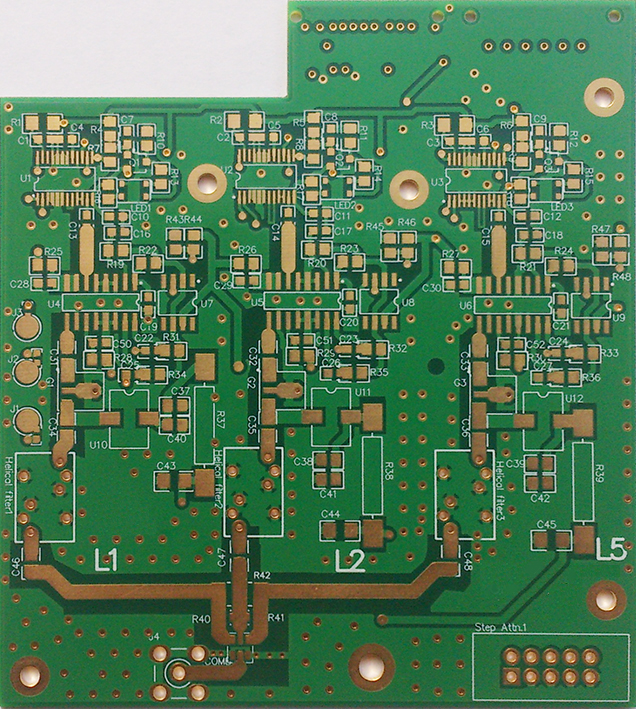
یک برد PCB

فهرست مواد به‌عنوان ابزاری کلیدی در مدیریت تولید عمل می‌کند و به هماهنگی بین بخش‌های مختلف مانند طراحی، تولید، خرید و لجستیک کمک می‌کند. این فهرست نه‌تنها برای شناسایی قطعات و مواد مورد نیاز استفاده می‌شود، بلکه در برنامه‌ریزی تولید، مدیریت موجودی، کاهش هزینه‌ها و بهبود کارایی فرآیندهای تولید نیز نقش مهمی دارد. استفاده دقیق از فهرست مواد می‌تواند از تأخیر در تولید جلوگیری کرده و کیفیت محصول نهایی را تضمین کند.
فهرست مواد را می‌توان بر اساس کاربرد یا حوزه استفاده آن‌ها تفکیک کرد، مانند فهرست مواد توسعه، فهرست مواد تولید، فهرست مواد خرید، یا فهرست مواد قطعات یدکی. هر فهرست مواد کاربردی تنها شامل اجزا و اطلاعاتی است که برای کاربرد موردنظر ضروری هستند. برای مثال، فهرست مواد قطعات یدکی تنها شامل قطعاتی است که به‌عنوان قطعات یدکی قابل سفارش باشند. اگر شرکتی برای هر کاربرد فهرست مواد جداگانه‌ای داشته باشد، داده‌های مرتبط با محصول چندین بار ذخیره می‌شوند و این می‌تواند به ناسازگاری بین فهرست‌های مواد مختلف منجر شود. در بدترین حالت، این ناسازگاری‌ها ممکن است به مشکلات فنی یا خطاهایی در فرآیندها منجر شود که می‌توانند ایمنی محصول را تحت تأثیر قرار دهند (مانند قانون ایمنی محصول در آلمان) و در نتیجه، مسئولیت محصول را به خطر بیندازند. علاوه بر این، چنین وضعیتی می‌تواند باعث تأخیر، افزایش هزینه‌های اداری، و مشکلات مالی در فرآیندهای تجاری شود. به همین دلیل، شرکت‌ها و سازمان‌های بزرگ که محصولات پیچیده تولید می‌کنند، به سمت استفاده از فهرست‌های مواد یکپارچه و فرآیندهای منسجم فهرست مواد حرکت می‌کنند که همه بخش‌ها و کاربران، با وجود وظایف و دیدگاه‌های متفاوت، بتوانند به‌صورت مشترک از آن استفاده کنند.

## انواع فهرست مواد (BOM)
فهرست مواد (Bill of Materials یا BOM) می‌تواند بر اساس مرحله‌ای که محصول در آن تعریف می‌شود، دسته‌بندی شود، مانند فهرست مواد مهندسی (برای طراحی محصول)، فهرست مواد فروش (برای سفارش‌گیری)، فهرست مواد تولید (برای ساخت محصول)، یا فهرست مواد خدماتی (برای نگهداری و تعمیر). هر نوع فهرست مواد بر اساس نیاز تجاری و کاربرد موردنظر تعریف می‌شود.

### فهرست مواد شبه‌حقیقی (Pseudo-BOM)
گاهی اوقات از اصطلاح «فهرست مواد شبه‌حقیقی» یا «Pseudo-BOM» برای اشاره به نسخه‌ای انعطاف‌پذیرتر یا ساده‌شده استفاده می‌شود. در این حالت، اغلب از یک شماره قطعه جای‌گزین برای نمایش گروهی از قطعات مرتبط (معمولاً استاندارد) که ویژگی‌های مشترک دارند و در چارچوب این فهرست مواد قابل تعویض هستند، استفاده می‌شود.

### فهرست مواد مدولار
فهرست مواد مدولار (یا فهرست قطعات متغیر) می‌تواند در قالب‌های زیر نمایش داده شود:
- فهرست مواد تک‌سطحی: این فهرست تنها یک سطح از قطعات زیرمجموعه یا مونتاژ را نمایش می‌دهد و شامل اجزای موردنیاز برای ساخت مستقیم یک مونتاژ یا زیرمجموعه است.
- فهرست مواد تورفتگی‌دار (Indented BOM): در این نوع، بالاترین سطح محصول نزدیک به حاشیه سمت چپ نمایش داده می‌شود و اجزای مورد استفاده در آن با تورفتگی به سمت راست نشان داده می‌شوند.
- فهرست مواد برنامه‌ریزی مدولار: این نوع فهرست، مقادیر واقعی موردنیاز اجزا برای تولید یک محصول را (به‌جای فهرست کردن هر قطعه با نام منطقی آن) نشان می‌دهد که به آن «فهرست خلاصه مقادیر» نیز گفته می‌شود.

### فهرست مواد قابل‌پیکربندی (Configurable BOM)
فهرست مواد قابل‌پیکربندی (CBOM) در صنایعی استفاده می‌شود که محصولات با گزینه‌های متعدد و قابل‌پیکربندی تولید می‌کنند (مانند سیستم‌های مخابراتی، سخت‌افزار مراکز داده، رایانه‌های شخصی، خودروها). این فهرست برای ایجاد پویای «محصولات نهایی» که شرکت به فروش می‌رساند، استفاده می‌شود. مزیت ساختار CBOM کاهش تلاش موردنیاز برای نگهداری ساختارهای محصول است. این فهرست معمولاً توسط نرم‌افزارهای «پیکربندی‌کننده» هدایت می‌شود، هرچند می‌توان آن را به‌صورت دستی نیز مدیریت کرد (هرچند مدیریت دستی به دلیل پیچیدگی تعداد ترکیبات و پیکربندی‌های ممکن، کمتر رایج است). ایجاد CBOM به وجود ساختار فهرست مواد مدولار وابسته است که مجموعه‌ها و زیرسیستم‌هایی را فراهم می‌کند که برای «پیکربندی» محصول نهایی انتخاب می‌شوند.
در حالی که اکثر پیکربندی‌کننده‌ها از قوانین سلسله‌مراتبی بالا به پایین برای یافتن فهرست‌های مواد مدولار مناسب استفاده می‌کنند، نگهداری فهرست‌های مواد بسیار مشابه (مثلاً با تفاوت تنها در یک قطعه برای ولتاژهای مختلف) می‌تواند بیش از حد پیچیده شود. رویکرد جدیدتر (ساختار مبتنی بر قوانین از پایین به بالا) با استفاده از یک موتور جستجوی اختصاصی که با سرعت بالا از میان اجزای قابل‌انتخاب عبور می‌کند، تکرارهای فهرست مواد مدولار را حذف می‌کند. این موتور جستجو همچنین برای محدودیت‌های ویژگی‌های ترکیبی و نمایش رابط کاربری گرافیکی (GUI) برای پشتیبانی از انتخاب مشخصات استفاده می‌شود.
برای تصمیم‌گیری در مورد انتخاب نوع مونتاژ قطعات یا اجزا، آن‌ها با گزینه‌های محصول که ویژگی‌های مشخصه محصول هستند، مشخص می‌شوند. اگر گزینه‌های محصول یک جبر بولی ایده‌آل را تشکیل دهند، می‌توان ارتباط بین قطعات و انواع محصول را با یک عبارت بولی توصیف کرد که به زیرمجموعه‌ای از مجموعه محصولات اشاره دارد.
قطعاتی که در یک یا چند نوع محصول مونتاژ نمی‌شوند، معمولاً در آن انواع با علامت‌هایی مانند «DNP» (به معنای «نصب نشود» یا «قرار داده نشود») مشخص می‌شوند. سایر نشانه‌های کمتر استفاده‌شده شامل «NP» (بدون قرارگیری)، «NF» (نامتاسب)، «DNM» (نصب نشود)، «NM» (مونتاژ نشده)، «NU» (استفاده نشده)، «DNI» (نصب نشود)، «DNE» (تجهیز نشود)، «DNA» (مونتاژ نشود)، «DNS» (پر نشود)، «NOFIT» و غیره هستند.

### فهرست مواد چندسطحی
فهرست مواد چندسطحی (یا فهرست مواد تورفتگی‌دار) فهرستی است که مجموعه‌ها، اجزا و قطعات موردنیاز برای تولید یک محصول را به‌صورت سلسله‌مراتبی و از بالا به پایین، در قالب رابطه والد-فرزند نمایش می‌دهد. این فهرست تمام آیتم‌هایی که در روابط والد-فرزند قرار دارند را نشان می‌دهد. وقتی یک آیتم زیرمجموعه یک جزء (والد) باشد، خود می‌تواند دارای زیرمجموعه‌های دیگری باشد و این روند ادامه می‌یابد. فهرست مواد سطح بالا شامل فرزندان، ترکیبی از زیرمجموعه‌های نهایی، قطعات مختلف و مواد خام است. ساختار چندسطحی مانند درختی با چندین سطح قابل‌تصور است. در مقابل، ساختار تک‌سطحی تنها شامل یک سطح از فرزندان در اجزا، مجموعه‌ها و مواد است.

## ساختار یکپارچه فهرست مواد
در مرکز یک فهرست مواد یکپارچه برای کاربردها و کاربران مختلف، یک ساختار محصول یکسان با داده‌های مشترک مرتبط با محصول قرار دارد که با داده‌های خاص هر کاربر تکمیل می‌شود. داده‌های مشترک مرتبط با محصول شامل شماره قطعه، نام قطعه، واحد اندازه‌گیری، تعداد مورد نیاز، و ترتیب سلسله‌مراتبی اجزا نسبت به یکدیگر است. همه کاربران از بخش‌های مختلف شرکت (مانند تولید، خرید، لجستیک، فروش، امور مالی و غیره) به این ساختار محصول یکسان دسترسی دارند، در حالی که تنها بخش‌های مربوطه به داده‌های خاص کاربردی دسترسی دارند. به دلایل امنیتی و شفافیت، هر بخش حقوق دسترسی متفاوتی دارد و دیدگاه خاص خود را از داده‌های فهرست مواد مشاهده می‌کند.

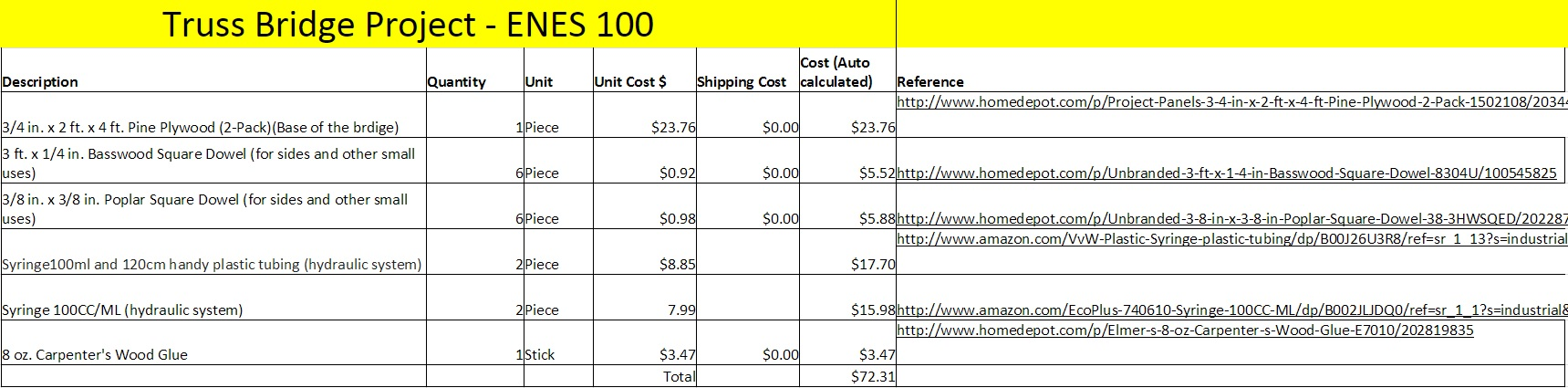
تصویری از یک فهرست مواد برای ساخت یک پل خرپایی

## ارزیابی و مرتب‌سازی فهرست مواد
فهرست‌های مواد می‌توانند بر اساس معیارهای مختلف مرتبط با محصول یا کاربرد خاص ارزیابی و مرتب‌سازی شوند. این امر به‌ویژه برای فهرست‌های مواد متغیر (Variant BOMs) ضروری است تا اطلاعات مورد نیاز برای هر نوع محصول خاص به‌دست آید.

## کاربردهای فهرست مواد
فهرست‌های مواد به‌ویژه برای تعیین نیازهای مشخص، خرید و برنامه‌ریزی قطعات، برنامه‌ریزی و آماده‌سازی کار، ایجاد دستورالعمل‌های کاری، و محاسبات تجاری و حسابداری مالی مورد نیاز هستند. در حوزه خدمات مشتریان، فهرست مواد یک سند کاری ضروری برای نگهداری و تعمیر محصولات و سیستم‌ها است و به‌عنوان پایه‌ای برای ایجاد کاتالوگ قطعات یدکی استفاده می‌شود.